# 오다겸
오다겸(吳多兼, 1969년 10월 30일 ~ )는 대한민국의 6·7대 부산광역시 사하구의원이다. 경상남도 남해군 출신이다.

## 학력
- 부산진여자상업고등학교 졸업
- 한국방송통신대학교 교육학과 졸업
- 동아대학교 사회복지대학원 석사 졸업
- 동아대학교 사회과학대학 행정학 박사과정 수료

## 경력
- 여성부 위민넷 기자
- 부산여성가족 개발원 리더쉽 강사
- 한국여성유권자 연맹 사하지부 회장
- 부산해양특별시 추진위원회 자문위원
- 여성정책연구소 의정 참여실 실장
- 다대장학회 간사
- 다선중학교 운영위원
- 다대영동아파트 부녀회 회장
- 민주당 부산시당 부대변인
- 민주당 친환경 무상급식 추진본부 사하구 부본부장
- 2010.07 ~ 2014.06 제6대 부산광역시 사하구의회 의원
- 2010.07 ~ 2012.07 제6대 부산광역시 사하구의회 전반기 총무위원회 간사
- 2010.07 ~ 2012.07 제6대 부산광역시 사하구의회 전반기 의회운영위원회 위원
- 2012.07 ~ 2014.06 제6대 부산광역시 사하구의회 후반기 도시위원회 위원
- 다대주민지원협의체 위원
- 다대 영동비치 부녀회장
- 다대도서관 운영위원
- 행복사회문화포럼 이사
- 부산여성리더 1040 2기 회장
- 국제문화평생교육원 원장
- 2014.07 ~ 2018.06 제7대 부산광역시 사하구의회 의원
- 2014.07 ~ 2016.07 제7대 부산광역시 사하구의회 전반기 도시위원회 위원
- 2014.07 ~ 2016.07 제7대 부산광역시 사하구의회 전반기 예산결산특별위원회 위원
- 2016.07 ~ 2018.06 제7대 부산광역시 사하구의회 후반기 총무위원회 위원
- 국제문화평생교육원 원장
- 생명나눔푸드세어링 상임고문
- KEMO 해양환경 강사
- 드림씨티 다문화공동체 이사

## 역대 선거 결과
|  | 29.25% |

|  | 34.70% |

|  | 14.20% |

|  | 12.75% |